# Sylvichadsia
Sylvichadsia är ett släkte av ärtväxter. Sylvichadsia ingår i familjen ärtväxter.
Kladogram enligt Catalogue of Life:
| Sylvichadsia | \| \| Sylvichadsia grandidieri \| \| \| \| \| \| Sylvichadsia grandiflora \| \| \| \| \| \| Sylvichadsia grandifolia \| \| \| \| \| \| Sylvichadsia macrophylla \| \| \| \| \| \| Sylvichadsia perrieri \| \| \| \| |
|              | \| \| Sylvichadsia grandidieri \| \| \| \| \| \| Sylvichadsia grandiflora \| \| \| \| \| \| Sylvichadsia grandifolia \| \| \| \| \| \| Sylvichadsia macrophylla \| \| \| \| \| \| Sylvichadsia perrieri \| \| \| \| |
|              | Sylvichadsia grandidieri |
|              | |
|              | Sylvichadsia grandiflora |
|              | |
|              | Sylvichadsia grandifolia |
|              | |
|              | Sylvichadsia macrophylla |
|              | |
|              | Sylvichadsia perrieri |
|              | |